# Nanium capitatum
Nanium capitatum là một loài tò vò trong họ Ichneumonidae.